# Joseph Albert Alberdingk Thijm

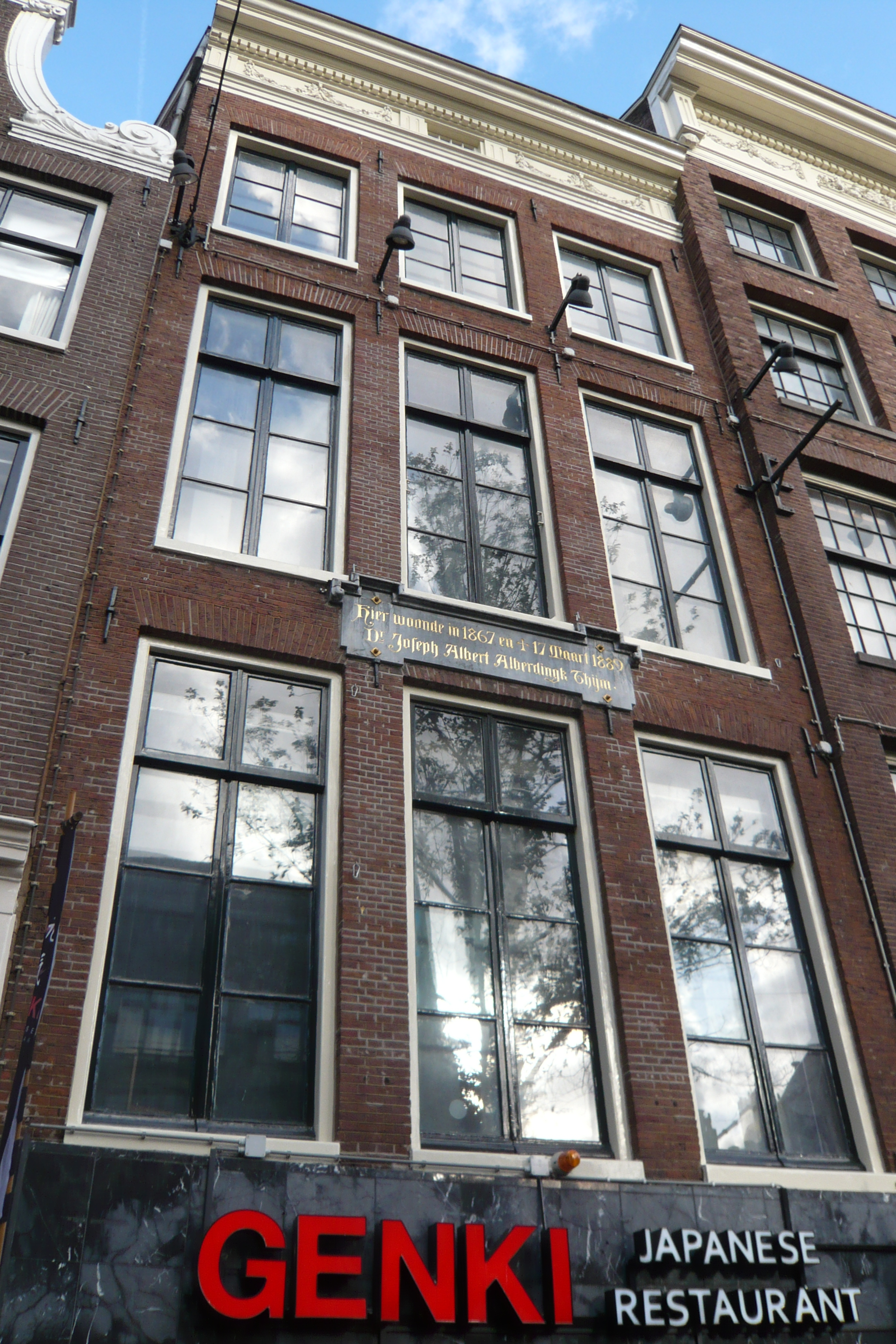
La sua ex casa (oggi un ristorante giapponese), con timpano in pietra commemorativa sulla facciata ad Amsterdam sulla Nieuwezijds Voorburgwal

Joseph Albert Alberdingk Thijm (Amsterdam, 8 luglio 1820 – Amsterdam, 17 marzo 1889) è stato uno scrittore olandese, grazie al suo triplice talento come filologo, poeta e critico d'arte, Thijm fu una figura importante della letteratura cattolica.

## Biografia
Dopo aver concluso gli studi nella sua città natale, intraprese la carriera commerciale. Fece il suo ingresso nel mondo letterario in veste di critico sulle pagine dello Spectator nel 1842, e subito attirò l'attenzione con le sue opinioni e il suo stile. L'anno successivo pubblicò un saggio sulla grafia delle parole ibride, in cui egli uscì come filologo.
Nelle sue poesie, egli dimostra che è un discepolo di Bilderdijk. Egli si autodichiara nella sua famosa poesia "U min ik, Oude met uw stroefgeplooide trekken" (ti amo, vecchia, con le caratteristiche rudi).
Come scrittore cattolico, "nil nisi per Christum" era il suo motto. È stato influente nella rinascita cattolica, e la restaurazione della gerarchia nei Paesi Bassi. Nel 1852 Thijm inviò un memoriale a Roma, indicando le ragioni storiche per ritenere Utrecht ad essere la sede arcivescovile tradizionale dei Paesi Bassi, e l'ansia dei cattolici in quel momento era tale che la tradizione storica non poteva essere rotta.
Oltre al periodico "Dietsche Warande", che ha diretto dal 1855 al 1886, l'almanacco del popolo per i cattolici dei Paesi Bassi (1852-1889), e innumerevoli opuscoli in difesa della Chiesa e della storia della Chiesa. I suoi ultimi sforzi sono stati dedicati alla preparazione di una edizione completa delle opere di Joost van den Vondel.

## Famiglia
Lo scrittore Peter Paul Maria Alberdingk Thijm era suo fratello.
Egli era un amico dell'architetto Pierre Cuypers. I suoi scritti a proposito dell'arte cattolica sono stati molto influenti per Cuypers nei primi decenni della sua carriera. Poi nel 1859 Cuypers sposò Antonietta, sorella di Alberdingk Thijm.

## Opere
- 1846 — De klok van Delft
- 1849 — De organist van den Dom
- 1851 — Karolingische verhalen
- 1853 — Het Voorgeborchte
- 1876 — Portreteten van Joost van den Vondel
- ? - Palet en Harp
- ? - Verspreide Verhalen
- ? - Kerstliederen
- ? - De Heilige Linie
- ? - De la lETTERATURA néerlandaise